# Bahnhof Guben
Der Bahnhof Guben ist ein Kreuzungsbahnhof der Strecken von Berlin über Frankfurt (Oder) nach Wrocław (deutsch Breslau) und von Cottbus nach Zbąszynek (früher Neu Bentschen). Baulich ist er ein Inselbahnhof. Im Personenverkehr wurde lange Zeit lediglich die Verbindung Frankfurt (Oder) – Cottbus bedient, seit 2022 ist auch die Strecke in Richtung Zbąszynek wieder in Betrieb.

## Lage und Aufbau
Der Bahnhof liegt nordwestlich der Gubener Innenstadt und ist über die Straße Bahnhofsberg an das Straßennetz angeschlossen. Das in Insellage liegende Empfangsgebäude wird westlich von der Hauptbahn Berlin–Wrocław und östlich von den Gleisen der Hauptbahnen Cottbus–Guben und Guben–Zbąszynek begrenzt, zu beiden Seiten des Bahnhofs gibt es Gleisverbindungen zwischen den Strecken. Ein Fußgängertunnel verbindet das Empfangsgebäude mit den Bahnsteigen und der östlich am Bahnhof vorbeiführenden Bahnhofsstraße. Der Bahnhofsvorplatz am Empfangsgebäude ist über die Stichstraße Bahnhofsberg mit der Brücke über die Gleisanlagen im Zuge der Cottbuser Straße südlich des Bahnhofs verbunden.
Der Bahnhof umfasst vier Bahnsteiggleise. Die Gleise 2 und 8 befinden sich auf der West- beziehungsweise Ostseite des Hausbahnsteigs; die Gleise 1 und 3 liegen an einem gemeinsamen Mittelbahnsteig auf der Westseite. Die Gleise 1 und 2 werden in der Regel von Personenzügen bedient. Der RB92 nach Zielona Gora hält auf Gleis 8, wohingegen das Gleis 3 nur sporadisch zum Einsatz kommt.
Das Bahnhofsgebäude ist in der Landesdenkmalliste des Landes Brandenburg aufgeführt.

## Geschichte

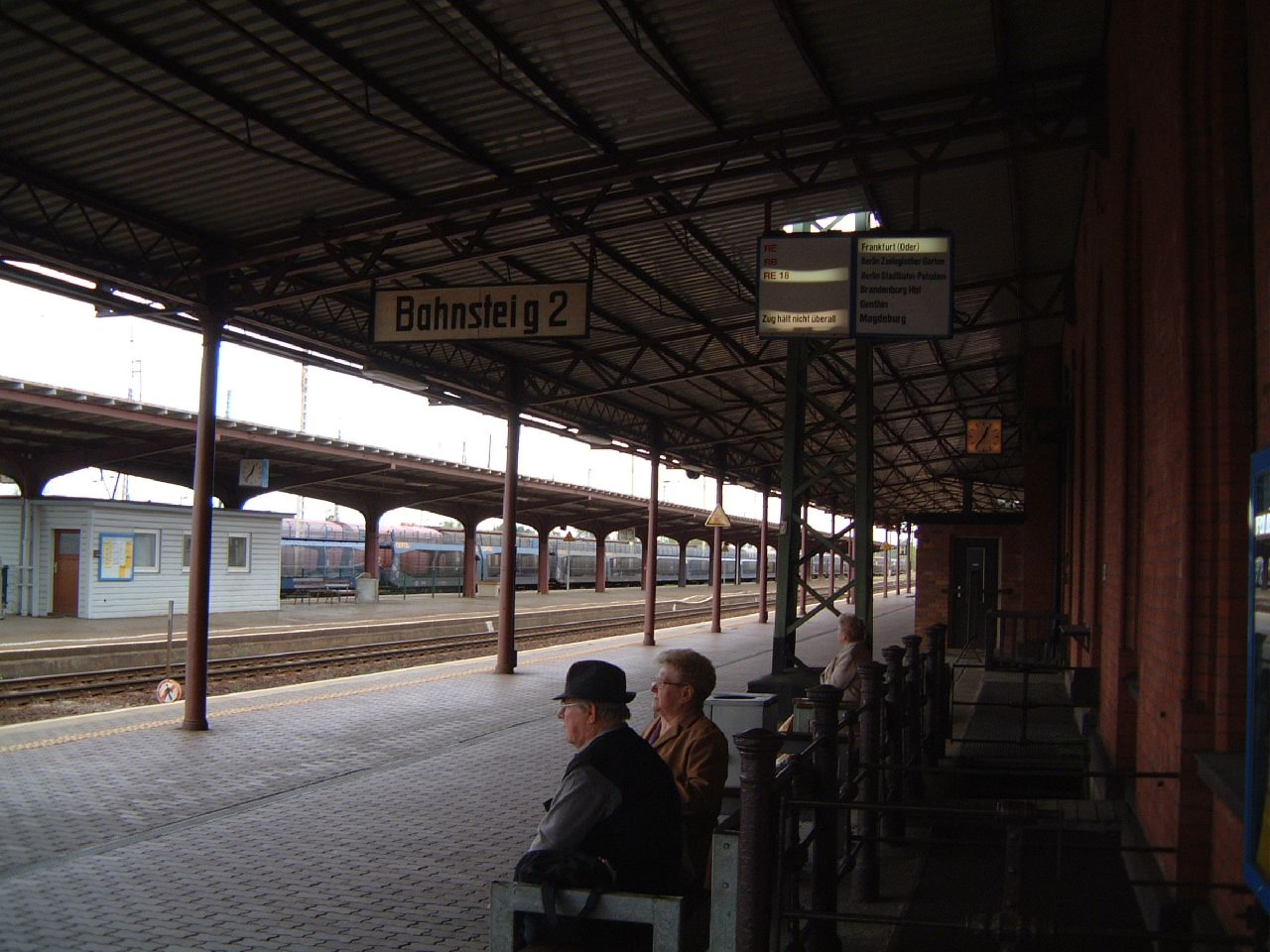
Hausbahnsteig Westseite, 2002

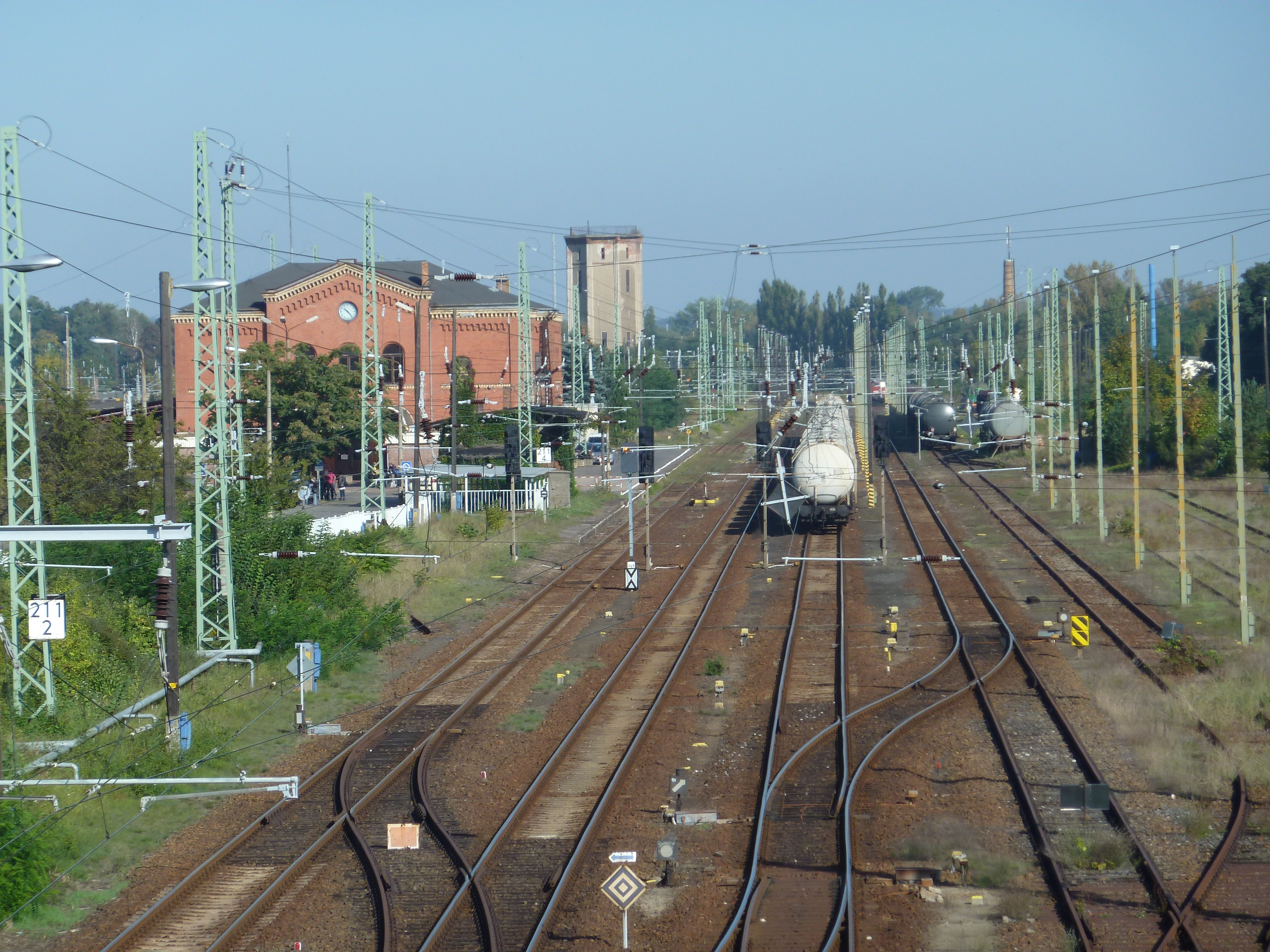
Gleisfeld Ostseite, 2011

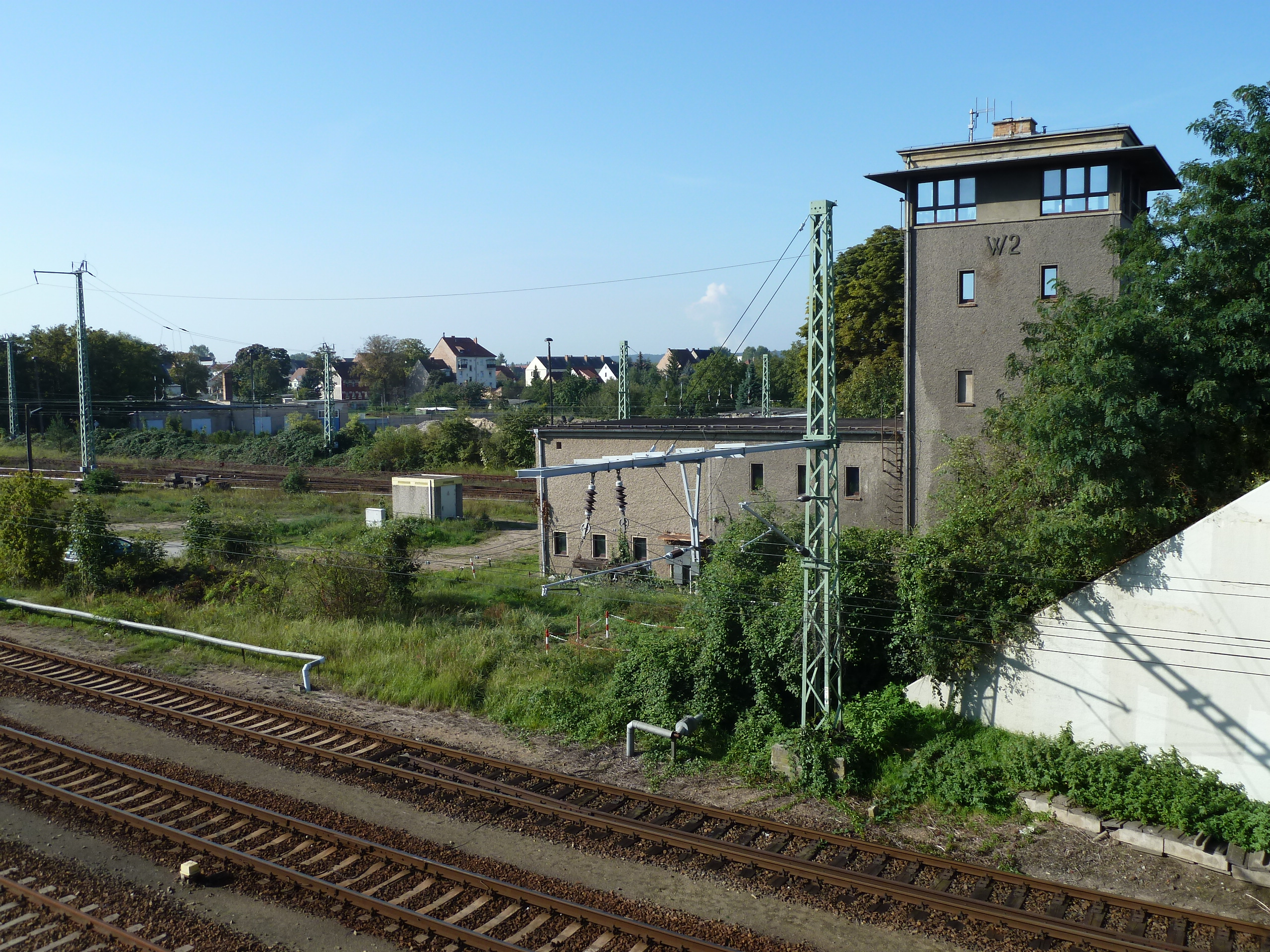
Stellwerk W2, 2011

1843 erhielt die Niederschlesisch-Märkische Eisenbahn-Gesellschaft (NME) die Konzession zum Bau einer Eisenbahnstrecke von Frankfurt nach Breslau. Zwei Jahre später, am 11. August 1845 erfolgte die Grundsteinlegung für den Gubener Bahnhof. Die Eröffnung fand zusammen mit der Inbetriebnahme der Strecke am 1. September 1846 statt. Da der wirtschaftliche Erfolg ausblieb, übernahm der preußische Staat 1850 die Verwaltung der Gesellschaft. 1882 wurde diese vollends verstaatlicht.
Ab 1866 erfolgte der Bau der Strecke von Guben nach Bentschen. Bauherr war die Märkisch-Posener Eisenbahn-Gesellschaft. Im Jahr 1870 kam es infolgedessen zum Ausbau des Gubener Bahnhofs zum Kreuzungsbahnhof. Das Empfangsgebäude von 1845 blieb erhalten, wurde aber durch einen Neubau in Insellage von seinen Aufgaben abgelöst. Die Westseite diente der Niederschlesisch-Märkischen Eisenbahn, die Ostseite der Märkisch-Posener sowie der Halle-Sorau-Gubener Eisenbahn. Um eine angemessene Gleislänge zu erreichen, wurde der Bahnübergang der Straße von Guben nach Cottbus und durch eine weiter südlich gelegene Überführung ersetzt. Von dieser zweigte die Zufahrt zum Empfangsgebäude ab. Da dieser Weg für Reisende als unnötiger Umweg betrachtet wurde, ließ man außerdem einen Fußgängertunnel vom Empfangsgebäude auf die Ostseite der Gleise anlegen. Das alte Empfangsgebäude beherbergte nach dem Umbau die Büroräume der einzelnen Bahngesellschaften, die Postannahme und einige Dienstwohnungen. Im Neubau waren dementsprechend die Wartesäle, Fahrkartenschalter und Gepäckannahme sowie einige kleinere Dienstwohnungen eingerichtet. Dem gemeinschaftlich genutzten Wartesaal der 1. und 2. Klasse war ein separater Speiseraum angeschlossen, wogegen die 3. und 4. Klasse bei jeder Bahnverwaltung über einen eigenen Raum verfügten. Ab dem 26. Juni 1870 verkehrten die Züge über die nördliche Neißebrücke nach Bentschen. Am 1. September 1871 folgte die südlich ausfädelnde Strecke nach Cottbus, deren Bau und Betrieb die Halle-Sorau-Gubener Eisenbahn übernahm. Ein Bahnbetriebswerk komplettierte die Anlage. Guben wurde so Treffpunkt der Fernzüge zwischen Berlin und Breslau einerseits und Leipzig und Allenstein (heute Olsztyn) andererseits. Im Jahr 1904 folgte die Nebenbahn nach Forst, die ihren eigentlichen Anfang etwa zweieinhalb Kilometer südlich des Gubener Bahnhofs findet.
Nach Ende des Ersten Weltkriegs nahm die Bedeutung der Strecke von Guben nach Osten deutlich ab, da die Grenze zu Polen nach Westen verschoben wurde und die Provinz Posen zu Polen kam. Neuer Endpunkt der Strecke wurde Neu Bentschen, da Bentschen bereits zu Polen kam. 1924 vernichtete ein Großbrand das Bahnbetriebswerk. Von 1904 bis 1938 war der Bahnhof durch die Straßenbahn Guben mit der Innenstadt verbunden.
Am 18. Februar 1945 wurde der Zugverkehr in Guben auf Grund der heran rückenden Front vollends eingestellt. Mit Ende des Zweiten Weltkrieges wurden die nötigsten Schäden bis Ende Juli 1945 beseitigt. Der größte Teil der Stadt Guben kam zu Polen. Auch der Bahnhof Guben wurde am 1. August 1945 den polnischen Staatsbahnen (PKP) unterstellt, da auf polnischer Seite kein geeigneter Übergabebahnhof zur Verfügung stand. Am 1. Oktober 1945 erfolgte die Übergabe an die Reichsbahndirektion Cottbus. Der Personenverkehr über die Lausitzer Neiße wurde eingestellt; grenzüberschreitender Güterverkehr verblieb auf der Strecke der ehemaligen Märkisch-Posener Bahn in Richtung Zielona Góra (früher Grünberg [Schles]). Dort war auf polnischer Seite der Bahnhof Gubin nördlich der Stadt entstanden. Die Strecke der Niederschlesisch-Märkischen-Bahn in Richtung Lubsko (Sommerfeld) wurde aus militärstrategischen Gründen weiterhin vorgehalten. Regulären Verkehr über die Grenze gab es jedoch nicht mehr, auch der Güterverkehr endete auf polnischer Seite im kleinen, neu angelegten Bahnhof Gubinek südlich der Stadt.
Im Binnenverkehr blieb Guben Durchgangsbahnhof entlang der Relation von Cottbus nach Frankfurt (Oder). Die zwischen diesen beiden Städten verkehrenden Fernzüge wurden zunehmend über Guben und dem weiter nördlich entstehenden Eisenhüttenstadt geleitet und nicht über die direkt verlaufende Hauptbahn.
1971 ging das Befehlsstellwerk B1 als Gleisbildstellwerk (GS II DR) in Betrieb. Zuvor war bereits das Wärterstellwerk W2 mit einem Stelltisch der Bauart GS I DR ausgerüstet worden. Ab 28. Mai 1972 wurde der Bahnhof zum Gemeinschaftsbahnhof zwischen DR und PKP; die vorher getrennte Güterzugabfertigung beider Gesellschaften in Guben und Gubin entfiel. Am gleichen Tag kam es auch zur Aufnahme des grenzüberschreitenden Reisezugverkehrs zwischen der Deutschen Demokratischen Republik und der Volksrepublik Polen von Guben in Richtung Zielona Góra. Mit dem Erstarken der polnischen Gewerkschaft Solidarność und der Ausrufung des Ausnahmezustands endete der Personenverkehr bereits 1981 wieder. Im gleichen Jahr wurde auch der Personenverkehr auf der Nebenbahn nach Forst eingestellt, zehn Jahre später wurde diese Strecke stillgelegt.
1990 wurde der Bahnhof an das elektrische Bahnnetz angeschlossen. 1994 wurde die Strecke nach Osten auf polnischer Seite sechs Monate lang komplett erneuert. Während jener Zeit kam es zur Wiederaufnahme des Güterverkehrs auf der Strecke in Richtung Lubsko, nach Ende der Bauarbeiten wurde diese Strecke auf deutscher Seite bis zur Neißebrücke stillgelegt.
Im Jahre 1996 kam es zur kurzzeitigen Wiederaufnahme des grenzüberschreitenden Reisezugverkehrs nach Polen in Richtung Zielona Góra, der 2002 wieder endete. 2022 wurde diese Verbindung reaktiviert. Der Güterverkehr über die Neiße blieb in Betrieb. Die Deutsche Bahn wollte infolge der zurückgegangenen Transportleistungen den östlichen Bahnhofsteil zunächst stilllegen lassen und veräußern, zog sich von diesem Vorhaben im Dezember 2010 jedoch wieder zurück.

## Verkehrsanbindung

### Regionalverkehr
Seit dem 12. Juni 2022 fahren auf dem Abschnitt zwischen Guben und Gubin wieder Nahverkehrszüge. Seit dem 11. Dezember 2022 wurde das Angebot auf eine tägliche Bedienung erweitert. Es verkehren täglich 5 Zugpaare.
| Linie                    | Linienverlauf | Takt (min)         | EVU                   |
| ------------------------ | --- | ------------------ | --------------------- |
| RE 1                     | Cottbus – Guben – Eisenhüttenstadt – Frankfurt (Oder) – Berlin – Potsdam – Brandenburg – Magdeburg                   | 3 Zugpaare (Mo–Fr) | Ostdeutsche Eisenbahn |
| RE 10                    | Frankfurt (Oder) – Eisenhüttenstadt – Guben – Cottbus – Finsterwalde – Falkenberg – Torgau – Eilenburg – Leipzig (*) | 120                | DB Regio Nordost      |
| RB 43                    | Frankfurt (Oder) – Eisenhüttenstadt – Guben – Cottbus – Finsterwalde – Doberlug-Kirchhain – Falkenberg (*)           | 120                | DB Regio Nordost      |
| RB 92                    | Guben – Gubin – Krosno Odrzańskie – Zielona Góra Główna                                                              | 5 Zugpaare (tgl.)  | POLREGIO              |
| Stand: 15. Dezember 2024 | |                    |                       |

(*) Die Linien RE 10 und RB 43 überlagern sich zwischen Frankfurt (Oder) und Cottbus zu einem Stundentakt.

### Öffentlicher Nahverkehr
Auf dem Bahnhofsvorplatz halten Busse des Spree-Neiße-Bus, an denen unter anderem der PlusBus des Verkehrsverbund Berlin-Brandenburg auf folgender Verbindung verkehrt:
- Linie 858: Guben ↔ Schenkendöbern ↔ Grießen ↔ Briesnig ↔ Forst